# Tây Giang, Tây Sơn
Tây Giang là một xã thuộc huyện Tây Sơn, tỉnh Bình Định, Việt Nam.
Xã Tây Giang có diện tích 73,76 km², dân số năm 1999 là 12396 người, mật độ dân số đạt 168 người/km².

## Hành chính
Xã Tây Giang được chia thành 6 thôn: Hữu Giang, Nam Giang, Tả Giang 1, Tả Giang 2, Thượng Giang 1, Thượng Giang 2.